# Sankarani
Sankarani je řeka v západní Africe, pravostranný přítok Nigeru. Je dlouhá přibližně 400 kilometrů, její povodí má rozlohu okolo 35 000 km².
Pramení nedaleko města Beyla v jihovýchodní části Guiney, na horním toku nese název Gbanhala. Tvoří část hranice s Pobřežím slonoviny, pak se vrací na guinejské území a přibírá zleva své největší přítoky Yeremou a Dion. V dalším úseku teče na hranici Guiney a Mali, celý dolní tok se nachází na malijském území. Do Nigeru se vlévá u vesnice Kourouba, 40 km jihozápadně od hlavního města Bamaka.
Řeka vytváří rozsáhlou údolní nivu využívanou pro zemědělství, na jejích březích rostou také galeriové lesy. Na území Mali byla roku 1980 postavena přehrada Sélingué s hydroelektrárnou, která je druhá největší v zemi a zásobuje elektřinou Bamako. Přehrada vytváří umělé jezero o rozloze 409 km², využívané k zavlažování i rybolovu.
Na pobřeží Sankarani leželo Niani, hlavní město středověké říše Mali, jejíž ekonomika využívala místní ložiska zlata.
V říjnu 2008 došlo v povodí řeky k ničivým záplavám.